# Bromure de titane(II)
Le bromure de titane(II), ou dibromure de titane, est un composé chimique de formule TiBr2. Il se présente sous la forme de cristaux noirs pyrophoriques en présence d'air humide et qui se décomposent dans l'eau pour former du bromure de titane(III) TiBr3 avec libération d'hydrogène. Sa structure cristalline est semblable à celle du polytype 2H de l'iodure de cadmium CdI2 et appartient au système trigonal avec le groupe d'espace P3m1 (no 164) et les paramètres a = 362,9 pm et c = 649,2 pm.
On peut l'obtenir par dismutation du bromure de titane(III) :
2 TiBr3 ⟶ TiBr2 + TiBr4.
Il peut également être produit directement à partir des éléments :
Ti + Br2 ⟶ TiBr2.
Il réagit avec le bromure de césium CsBr pour donner le composé à structure en chaîne linéaire (en) CsTiBr3.